# 基督教カナン教団
基督教カナン教団(きりすときょうかなんきょうだん)は、登立誠一が代表を務める日本のプロテスタント系の宗教法人である。

## 概要
神の存在に触れたという谷口君子が1940年、姉とともに大阪府堺市の住宅で集会を始め、1941年に宗教結社「堺基督聖徒会」として認可された。終戦後の1948年に、旧宗教法に基づき「基督教カナン教団」と「本部教会」として発足したのを経て、1954年に現宗教法人法による宗教法人となる。大阪府や京都府、三重県、徳島県に9つの教会を持つ。信者数は609人とされている。